# Strongylopsis rufiventris
Strongylopsis rufiventris är en stekelart som beskrevs av Viktorov 1958. Strongylopsis rufiventris ingår i släktet Strongylopsis och familjen brokparasitsteklar. Inga underarter finns listade i Catalogue of Life.